# فرانك ديفيل
فرانك ديفيل (بالفرنسية: Franck Deville)‏ هو لاعب كرة قدم لوكسمبورغي في مركز الوسط، ولد في 12 أغسطس 1970 في لوكسمبورغ. شارك مع منتخب لوكسمبورغ لكرة القدم. أما مع النوادي، فقد لعب مع أفينير بيغين وإف91 دوديلانج ونادي ساربروكن ونادي ميتلاخ ويونيون برلين ويونيون لوكسمبورغ.

## وصلات خارجية
- فرانك ديفيل على موقع الاتحاد الدولي (مؤرشف)  (الإنجليزية)
- فرانك ديفيل على موقع قاعدة بيانات كرة القدم.إي يو (الإنجليزية)
- فرانك ديفيل على موقع ناشيونال فوتبول تيمز (الإنجليزية)